# Bad Doberan
Bad Doberan er en by og kommune i det nordøstlige Tyskland, beliggende under Landkreis Rostock i delstaten Mecklenburg-Vorpommern. Den har en befolkning på 11.424 (2006)[kilde mangler] og var til og med 2011 administrationsby i Landkreis Bad Doberan.
Bad Doberan er et gammelt kursted ved Østersøen. Byen ligger ca. 16 km vest for Rostock og er en stor turistby bl.a. på grund af badestranden i bydelen Heiligendamm. G8-topmødet i 2007 fandt sted i Heiligendamm fra den 6. juni til den 8. juni.
I klosterkirken Doberaner Münster i Bad Doberan ligger den danske dronning Margrete Sambiria (Margrete Sprænghest) begravet.